# Nangka (Kadugede)
Nangka is een bestuurslaag in het regentschap Kuningan van de provincie West-Java, Indonesië. Nangka telt 866 inwoners (volkstelling 2010).